# دافيد إنترسيمون
ديفيد إنترسيمون (بالفرنسية: David Intersimone)‏ المعروف بديفيد أي هو عميد شركة بورلاند رئيس، صانع توربو باسكال و دلفي (من بين آخرين)، المسؤول عن العلاقات الدولية مع المطورين.
يقود مؤتمرات بورلاند حول العالم لسنوات للتشهير بمنتجات شركة بورلاند.
تولى قيادة الجزء الخاص ببيئة التطوير المتكاملة في يوليو 2006 (فرع ديف كو )، بعد بيع شركة بورلاند أدوات التطوير الخاصة به ( دلفي، جي بيلدر )

## روابط خارجية
- ديفيد إنترسيمون تعريف